# 피터볼드
피터볼드(영어: Peterbald)는 러시아 출신의 고양이 품종이다. 미로노바의 실험적 육종으로 1994년 상트페테르부르크에서 만들어졌다. 그들은 탈모 유전자를 가진 오리엔탈 쇼트헤어와 비슷하다.

## 설명

### 외형
피터볼드는 오리엔탈 쇼트헤어와 비슷히다. 그들은 탈모 유전자를 가지고 있어 없거나 아주 적은 털을 가질 수 있다. 털을 가지고 태어난 이들은 시간이 지남에 따라 털을 잃을 수 있다. 색상이 다양하다.
품종의 구성원은 날씬하고 근육질의 체격을 가지고 있다. 그들은 곧은 옆모습, 아몬드 모양의 눈, 쐐기 모양의 주둥이, 크고 분리된 귀를 가진 좁고 긴 머리를 가지고 있다. 그들은 채찍 같은 긴 꼬리, 물갈퀴가 있는 발, 타원형 발을 가지고 있어 물건을 잡고 레버가 달린 문 손잡이를 열 수 있다.

### 특징
피터볼드는 성격이 상냥하고 애정이 많으며 평화롭고 호기심이 많으며 똑똑하고 활력이 있다. 그들은 평균적인 목소리를 내고 집사를 따르며 함께 있고 싶어하는 경향이 있다. 피터볼드는 일반적으로 다른 고양이 및 애완 동물 및 어린이와 조화롭게 산다.

## 역사

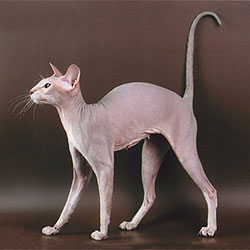
보라색 암컷 피터볼드

피터볼드 품종은 1994년 후반 러시아 상트페테르부르크에서 돈스코이 수컷과 오리엔탈 쇼트헤어 암컷의 실험적 교배 결과 탄생했다. 러시아 고양이 학자 미로노바가 Radma von Jagerhov라고 명명했다. 처음 두 새끼는 4마리의 피터볼드 새끼 고양이를 낳았다. 이 네 마리의 피터볼드는 품종의 창시자였다.
1996년에 이 품종은 러시아 고양이 선택 연맹(SFF)에서 채택되었으며 표준 및 약어(PBD)가 부여되었다. 1997년에 국제 고양이 협회(TICA)에서 PD 약어로 채택되었고, 2003년에는 세계 고양이 연맹(WCF)에서 약어로 PBD로 채택되었다. 품종의 다른 사용된 약칭은 PTB, PD 및 PSX이다.
오늘날 이 품종은 긴 주둥이, 크게 갈라진 귀, 평평한 광대뼈, 긴 다리에 우아한 몸을 가진 현대 오리엔탈 및 샴 유형의 방향으로 발전하고 있다. 따라서 이 품종에 대한 모든 표준은 오리엔탈 및 샴 고양이 및 이들의 세미 롱헤어 변형과의 짝짓기를 권장한다. 발리인과 자바인은 2005년 허용 가능한 외래 교배 목록에서 제외되었다.
피터볼드는 2008년 8월 ACFA(미국 고양이 애호가 협회)에서 2009년 5월 1일부터 챔피언십 클래스 대회에 참가할 수 있도록 승인되었다. 2008년 5월부터 TICA는 "브러시 코트" 피터볼드를 챔피언십 대회로 인정한다.

## 같이 보기
- 돈스코이
- 스핑크스